# Tachychlora flavicoma
Tachychlora flavicoma es una especie de polilla de la familia Geometridae. La especie fue descrita por primera vez por William Warren habiendo sido descrita en 1906, con distribución en Surinam. El holotipo de la especie fue descrita a poca distancia del Río Surinam.